# Little Creatures
Little Creatures  es el sexto álbum de estudio de la banda de new wave americana Talking Heads, publicado el 10 de junio de 1985. El álbum examina temas de Americana e incorpora elementos de la música country con varias canciones utilizando la steel guitar. Fue votado como el mejor álbum del año en las encuestas críticas Pazz & Jop de The Village Voice y es álbum más vendido de la banda con más de dos millones de copias vendidas en los Estados Unidos.
La cubierta fue creada por el artista Howard Finster y fue seleccionada como cubierta del año por la revista Rolling Stone.
En 2005 fue remasterizada y relanzada por el Warner Music Group en formato DualDisc con tres pistas bonus (versiones tempranas de "Road to Nowhere" y "And She Was" y un mix extendido de "Television Man").

## Lista de Canciones
Todas las canciones fueron escritas y compuestas por David Byrne, excepto las indicadas.

### Álbum del 1985
| Lado 1 |                                                                                            |          |  |
| N.º    | Título                                                                                     | Duración |  |
| 1.     | «And She Was»                                                                              | 3:36     |  |
| 2.     | «Give Me Back My Name» (Compuesta por Byrne, Chris Frantz, Jerry Harrison y Tina Weymouth) | 3:20     |  |
| 3.     | «Creatures Of Love»                                                                        | 4:12     |  |
| 4.     | «The Lady Don't Mind» (Compuesta por Byrne, Frantz, Harrison y Weymouth)                   | 4:03     |  |
| 5.     | «Perfect World» (Escrita por Byrne y Frantz)                                               | 4:26     |  |

| Lado 2 |                                      |          |  |
| N.º    | Título                               | Duración |  |
| 6.     | «Stay Up Late»                       | 3:51     |  |
| 7.     | «Walk it Down»                       | 4:42     |  |
| 8.     | «Television Man»                     | 6:10     |  |
| 9.     | «Road to Nowhere»                    | 4:19     |  |
| 10.    | «The Lady Don't Mind (Extended Mix)» | 6:51     |  |

### Pistas bonus de la reedición de 2005
| N.º | Título                               | Duración |  |
| 1.  | «Road to Nowhere (Versión temprana)» | 4:37     |  |
| 2.  | «And She Was (Versión Temprana)»     | 3:36     |  |
| 3.  | «Television Man (Mix Extendido)»     | 7:52     |  |

## Personal

### Talking Heads
- David Byrne – Voz principal y coros, guitarra principal
- Jerry Harrison – Guitarra rítmica, sintetizadores, órgano, piano y coros
- Tina Weymouth – Bajo y coros
- Chris Frantz – Batería

### Músicos adicionales
- Ellen Bernfeld – Coros en "Perfect World" y "Walk It Down"
- Andrew Cader – Tabla de lavar en "Road to Nowhere"
- Erin Dickens – Coros en "Television Man" y "Road to Nowhere"
- Diva Gray – Coros on "Road to Nowhere"
- Gordon Grody – Coros
- Lani Groves – Coros
- Jimmy Macdonell – Acordeón en "Road to Nowhere"
- Lenny Pickett – Saxofón
- Steve Scales – Cencerro y pandereta
- Naná Vasconcelos – Percusión en "Perfect World"
- Eric Weissberg – Steel Guitar en "Creatures of Love" y "Walk It Down"
- Kurt Yahijian – Coros

### Personal de grabación
- Jack Skinner - Masterización
- Eric Thorngren - Ingeniería, Mezcla
- Melanie West - Ingeniera secundaria